# Kigarama (Kirehe)
Kigarama (Kinyarwanda Umurenge wa Kigarama) ist einer von 12 Sektoren im Distrikt Kirehe in der Ostprovinz von Ruanda.

## Geographie
Kigarama hat eine Fläche von 115,7 km² und liegt auf einer Höhe von etwa 1390 m. Der Sektor unterteilt sich in die Zellen Cyanya, Kigarama, Kiremera, Nyakerera und Nyankurazo. Im Süden liegt Kigarama am Akagera, der die Grenze zu Tansania bildet. Nachbarsektoren sind im Norden Kigina, im Osten Nyamugari, im Westen Musaza und im Nordwesten Kirehe.

## Bevölkerung
Zur Volkszählung von 2022 betrug die Einwohnerzahl 37.136. Zehn Jahre zuvor waren es 31.149, was einem jährlichen Bevölkerungszuwachs von 1,8 Prozent zwischen 2012 und 2022 entspricht.

## Verkehr
Durch den Sektor verläuft eine District Road.